# تیماشفکا
تیماشفکا (انگلیسی: Timashevka) یک شهرک در شهرستان ایشیمبایسکی استان باشقیرستان کشور روسیه است.